# Sateliții naturali ai lui Saturn
Sateliții lui Saturn sunt numeroși și diversi, variind de la niște sateliți minori de doar zeci de metri până la enormul Titan, care este mai mare decât planeta Mercur. Saturn are 83 de sateliți cu orbite confirmate care nu sunt încorporate în inelele sale  - dintre care doar 13 au diametre mai mari de 50 de kilometri - precum și inele dense care conțin milioane de sateliți minori încorporați și nenumărate particule mai mici. Șapte sateliți saturnieni sunt suficient de mari pentru a se prăbuși într-o formă relaxată, elipsoidală, deși doar unul sau doi dintre aceștia, Titan și posibil Rhea, sunt în prezent în echilibru hidrostatic. Deosebit de notabili printre sateliții lui Saturn sunt Titan, al doilea cel mai mare satelit din Sistemul Solar (după Ganymede al lui Jupiter), cu o atmosferă bogată în azot asemănătoare Pământului și un peisaj cu rețele de râuri uscate și lacuri de hidrocarburi. Enceladus, care emite jeturi de gaz și praf din regiunea sa sud-polară,  și Iapetus, cu emisferele sale contrastante alb-negru.
Douăzeci și patru dintre sateliții lui Saturn sunt sateliți regulați; au orbite prograde nu foarte înclinate față planul ecuatorial al lui Saturn.  Aceștia includ cei șapte sateliți majori, patru sateliți mici care există pe o orbită troiană cu sateliți mai mari, două sateliți coorbitali reciproc și doi sateliți care acționează ca păstori ai inelului F al lui Saturn. Alți doi sateliți regulați cunoscuți orbitează în golurile inelelor lui Saturn. Hyperion, care este relativ mare este blocat într-o rezonanță cu Titan. Restul sateliților regulați orbitează în apropierea marginii exterioare a Inelului A, în interiorul Inelului G și între sateliții majori Mimas și Enceladus. Sateliții regulați sunt numiți în mod tradițional după titani și titane sau alte figuri asociate cu mitologicul Saturn.
Restul de cincizeci și nouă, cu diametre medii cuprinse între 4 și 213 km, sunt sateliți neregulați, ale căror orbite sunt mult mai îndepărtate de Saturn, au înclinații mari și sunt amestecați între prograzi și retrograzi. Acești sateliți sunt probabil planete minore capturate, sau resturi de la spargerea unor astfel de corpuri după ce au fost capturate, creând familii colizionale. Sateliții neregulați au fost clasificați, după caracteristicile lor orbitale, în grupurile Inuite, Nordice și Galice, iar numele lor sunt alese din mitologiile corespunzătoare, cu două excepții. Una dintre acestea este Phoebe (parte a grupului Nordic, dar numită după o titană greacă), al nouălea satelit al lui Saturn și cel mai mare neregulat, descoperită la sfârșitul secolului al XIX-lea; cealaltă este Bebhionn, care, deși este în grupul Galic, este numit după o zeiță irlandeză.
Inelele lui Saturn sunt alcătuite din obiecte cu dimensiuni variate, de la microscopice la sateliți de sute de metri în diametru, fiecare pe propria sa orbită în jurul lui Saturn. Astfel, nu poate fi dat un număr precis de sateliți saturnieni, deoarece nu există o limită obiectivă între nenumăratele obiecte anonime mici care formează sistemul inelar al lui Saturn și obiectele mai mari care au fost numite sateliți. Peste 150 de sateliți minori încorporați în inele au fost detectați din cauza perturbațiilor pe care le creează în materialul inelului din jur, deși se crede că acesta este doar un eșantion mic din populația totală de astfel de obiecte. 
Există încă 30 de sateliți fără nume (până la data de noiembrie 2021), dintre care toți, cu excepția unuia, sunt neregulați. Dacă vor fi numiți, ei vor primi nume din mitologia galică, nordică și inuită bazate pe grupurile orbitale ale sateliților.  

## Descoperire

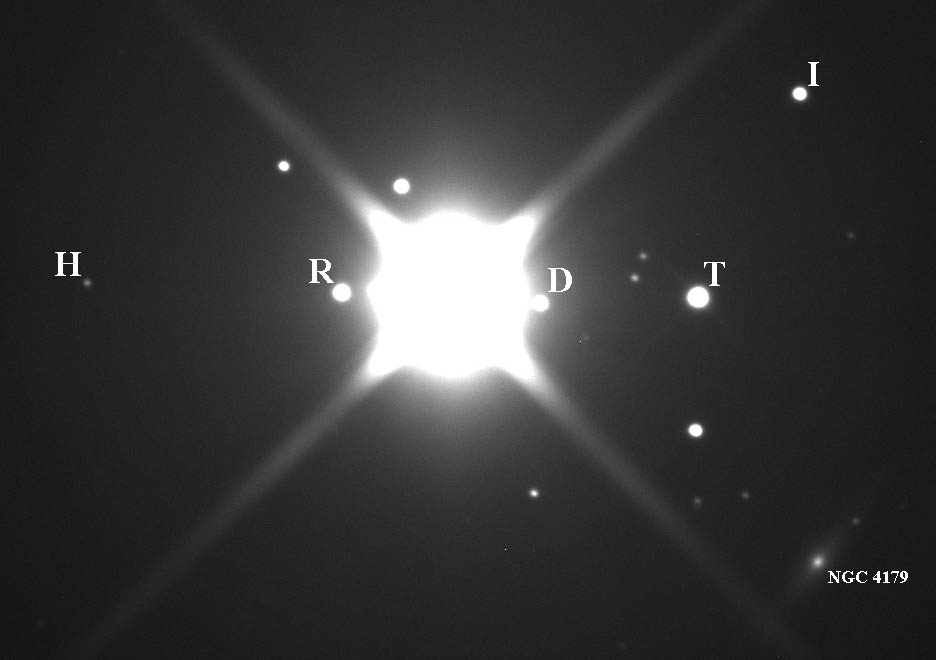
Saturn (supraexpus) și sateliții Iapetus, Titan, Dione, Hyperion și Rhea văzuți printr-un telescop de 12,5 inci

### Observații timpurii
Înainte de apariția fotografiei telescopice, opt sateliți ai lui Saturn au fost descoperiți prin observare directă folosind telescoape optice. Cel mai mare satelit al lui Saturn, Titan, a fost descoperit în 1655 de către Christiaan Huygens folosind o lentilă de obiectiv de 57 mm pe un telescop refractor de design propriu. Tethys, Dione, Rhea și Iapetus („Sidera Lodoicea”) au fost descoperiți între 1671 și 1684 de Giovanni Domenico Cassini. Mimas și Enceladus au fost descoperiți în 1789 de William Herschel. Hyperion a fost descoperit în 1848 de WC Bond, GP Bond și William Lassell.
Utilizarea plăcilor fotografice cu expunere lungă a făcut posibilă descoperirea unor sateliți suplimentari. Primul care a fost descoperit în acest fel, Phoebe, a fost găsită în 1899 de W. H. Pickering. În 1966, al zecelea satelit al lui Saturn a fost descoperit de Audouin Dollfus, când inelele au fost observate pe muchie în apropierea unui echinocțiu. Mai târziu a fost numit Janus. Câțiva ani mai târziu s-a realizat că toate observațiile din 1966 ar putea fi explicate doar dacă ar fi fost prezent un alt satelit și că acesta avea o orbită similară cu cea a lui Janus. Acest obiect este acum cunoscut sub numele de Epimetheus, al unsprezecelea satelit al lui Saturn. Împarte aceeași orbită cu Janus - singurul exemplu cunoscut de coorbitare din Sistemul Solar. În 1980, trei sateliți saturnieni suplimentari au fost descoperiți de la sol și ulterior confirmați de sondele Voyager. Sunt sateliții troieni ai lui Dione (Helene) și Tethys (Telesto și Calypso).

### Observații cu sonde spațiale
Studiul planetelor exterioare a fost revoluționat de atunci prin utilizarea sondelor spațiale fără pilot. Sosirea navei spațiale Voyager la Saturn în 1980–1981 a dus la descoperirea a trei sateliți suplimentari – Atlas, Prometheus și Pandora, ducând numărul total la 17. În plus, Epimetheus a fost confirmat ca fiind diferit de Janus. În 1990, Pan a fost descoperit în imagini de arhivă ale Voyager.
Misiunea Cassini,  care a sosit la Saturn în vara lui 2004, a descoperit inițial trei sateliți mici interiori, inclusiv pe Methone și Pallene, între Mimas și Enceladus, precum și al doilea satelit troian al lui Dione – Polydeuces. De asemenea, a observat trei sateliți suspectați, dar neconfirmați, în Inelul F. În noiembrie 2004, oamenii de știință de la Cassini au anunțat că structura inelelor lui Saturn indică prezența mai multor sateliți care orbitează în interiorul inelelor, deși doar unul, Daphnis, fusese confirmat vizual la acea vreme. În 2007 a fost anunțat Anthe. În 2008, s-a raportat că observațiile Cassini ale epuizării electronilor energetici în magnetosfera lui Saturn, lângă Rhea, ar putea fi semnătura unui sistem de inele tenue în jurul celui de-al doilea satelit ca mărime al lui Saturn. În martie 2009, a fost anunțat Aegaeon, un satelit minor din Inelul G. În iulie același an, a fost observat S/2009 S 1, primul satelit din Inelul B. În aprilie 2014, a fost raportat posibilul început al unui satelit nou, în cadrul Inelului A.  (imagine asociată)

### Sateliți exteriori

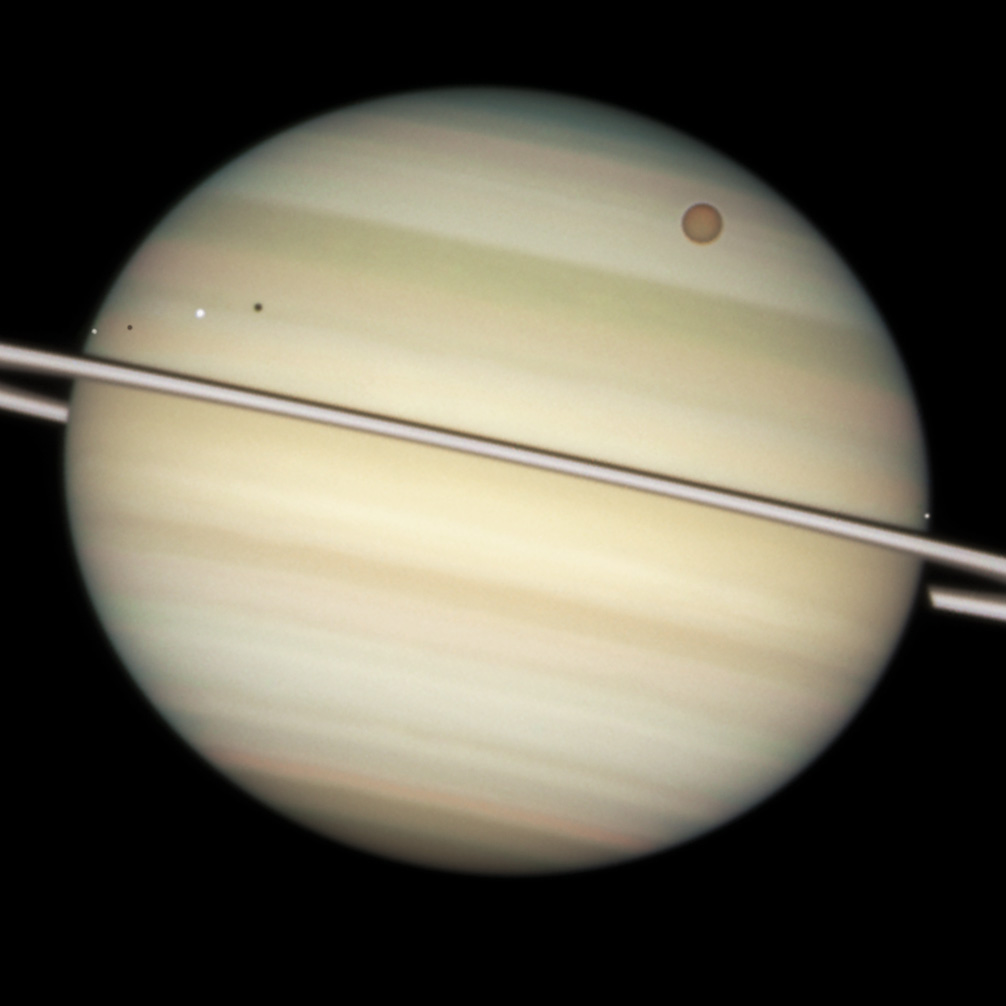
Tranzit cvadruplu Saturn-satelit capturat de telescopul spațial Hubble

Studiul sateliților lui Saturn a fost ajutat și de progresele în instrumentarea telescopului, în primul rând prin introducerea dispozitivelor digitale cuplate la sarcină care au înlocuit plăcile fotografice. Pentru secolul al XX-lea, Phoebe a stat singură printre sateliții cunoscuți ai lui Saturn, cu orbita sa extrem de neregulată. Apoi, în 2000, trei duzini de sateliți neregulați suplimentari au fost descoperiți folosind telescoape de la sol. Un sondaj început la sfârșitul anului 2000 și efectuat cu ajutorul a trei telescoape de dimensiuni medii a găsit treisprezece sateliți noi care orbitează în jurul lui Saturn la o distanță mare, pe orbite excentrice, care sunt foarte înclinate atât față de ecuatorul lui Saturn, cât și față de ecliptică. Sunt probabil fragmente de corpuri mai mari capturate de atracția gravitațională a lui Saturn. În 2005, astronomii care foloseau Observatorul Mauna Kea au anunțat descoperirea a încă douăsprezece sateliți exteriori mici, în 2006, astronomii care foloseau Telescopul Subaru de 8,2 m a raportat descoperirea a încă nouă sateliți neregulați, în aprilie 2007, Tarqeq (S/2007 S 1) a fost anunțat și în mai aceluiași an au fost raportați S/2007 S 2 și S/2007 S 3. În 2019, au fost raportați douăzeci de noi sateliți neregulați ai lui Saturn, ceea ce a dus la depășirea lui Saturn pe Jupiter ca planetă cu cei mai mulți sateliți cunoscuți pentru prima dată din 2000.  Un altul a fost raportat în 2021, după ce a avut loc un sondaj pentru sateliții saturnieni în 2019.  
Unii dintre cei 83 de sateliți cunoscuți ai lui Saturn sunt considerați pierduți, deoarece nu au fost observați de la descoperirea lor și, prin urmare, orbitele lor nu sunt cunoscute suficient de bine pentru a identifica locațiile lor actuale.   S-a lucrat pentru recuperarea multora dintre ei în studii din 2009 încoace, dar patru – S/2004 S 13, S/2004 S 17, S/2004 S 7 și S/2007 S 3 – rămân pierduți și astăzi. 

Numărul de sateliți cunoscuți pentru fiecare dintre cele patru planete exterioare până în octombrie 2019. Saturn are în prezent 83 de sateliți cunoscuți.

## Numire

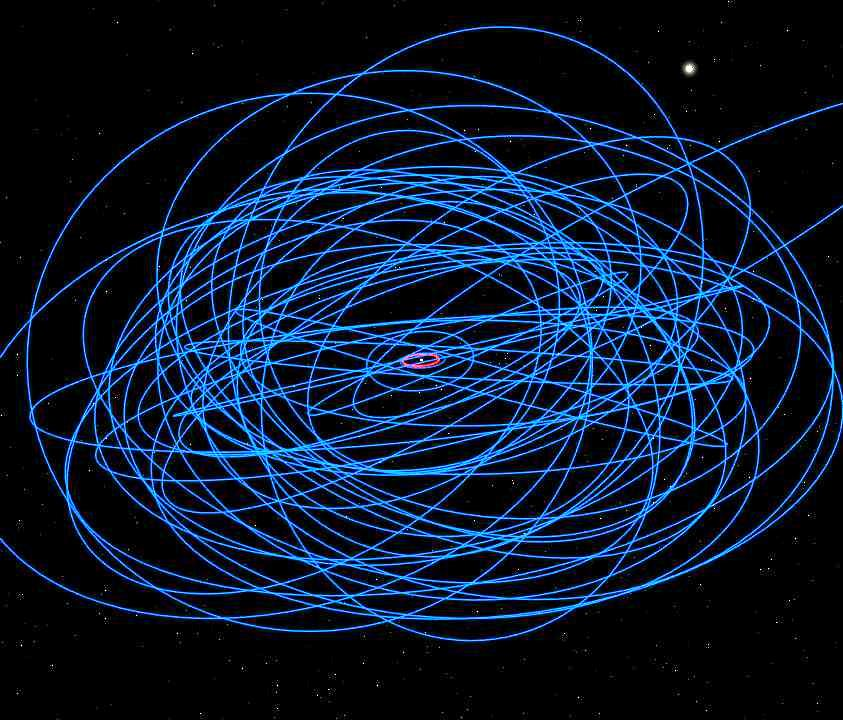
Irregular satellites of saturn

Numele moderne pentru sateliții saturnieni au fost sugerate de John Herschel în 1847. El a propus să îi numească după figuri mitologice asociate cu titanul roman al timpului, Saturn (echivalat cu grecul Cronos). În special, cei șapte sateliți cunoscuți atunci au fost numiți după titani, titane și giganți - frații și surorile lui Cronos. În 1848, Lassell a propus ca al optulea satelit al lui Saturn să fie numit Hyperion după un alt titan. Când în secolul al XX-lea numele de titani au fost epuizate, satelițiii au fost numiți după diferite personaje ale mitologiei greco-romane sau giganți din alte mitologii. Toți sateliții neregulați (cu excepția lui Phoebe, care a fost descoperită cu un secol înainte de ceilalți) sunt numiți după zei inuiți și galici și după giganți de gheață nordici. 
Unii asteroizi au aceleași nume ca și sateliții lui Saturn: 55 Pandora, 106 Dione, 577 Rhea, 1809 Prometheus, 1810 Epimetheus și 4450 Pan. În plus, încă trei asteroizi au împărtășit anterior nume ale sateliților saturnieni, până când diferențele de ortografie au fost făcute permanente de către Uniunea Astronomică Internațională (IAU): Calypso și asteroidul 53 Kalypso; Helene și asteroidul 101 Helena; și Gunnlod și asteroidul 657 Gunlöd.

## Mărimi
Sistemul de sateliți al lui Saturn este foarte nesimetric: un satelit, Titan, cuprinde mai mult de 96% din masa pe orbită în jurul planetei. Ceilalți șase sateliți planemo (elipsoidali) constituie aproximativ 4% din masă, iar restul de 76 de sateliți mici, împreună cu inelele, cuprind doar 0,04%.
|  | Graficele sunt indisponibile din cauza unor probleme tehnice. Mai multe informații se găsesc la Phabricator și la wiki-ul MediaWiki. |

|  | Graficele sunt indisponibile din cauza unor probleme tehnice. Mai multe informații se găsesc la Phabricator și la wiki-ul MediaWiki. |

| Nume      | Diametru (km)                 | Masă (kg)              | Rază orbitală (km)    | Perioadă orbitală (zile) |
| --------- | ----------------------------- | ---------------------- | --------------------- | ------------------------ |
| Mimas     | 396 (12% Luna)                | 4×10 19 (0,05% Luna)   | 185.539 (48% Luna)    | 0,9 (3% Luna)            |
| Enceladus | 504 (14% Luna)                | 1,1×10 20 (0,2% Luna)  | 237.948 (62% Luna)    | 1.4 (5% Luna)            |
| Tethys    | 1.062 (30% Luna)              | 6,2×10 20 (0,8% Luna)  | 294.619 (77% Luna)    | 1.9 (7% Luna)            |
| Dione     | 1.123 (32% Luna)              | 1,1×10 21 (1,5% Luna)  | 377.396 (98% Luna)    | 2.7 (10% Luna)           |
| Rhea      | 1.527 (44% Luna)              | 2,3×10 21 (3% Luna)    | 527.108 (137% Luna)   | 4.5 (20% Luna)           |
| Titan     | 5.149 (148% Luna) (75% Marte) | 1,35×10 23 (180% Luna) | 1.221.870 (318% Luna) | 16 (60% Luna)            |
| Iapetus   | 1.470 (42% Luna)              | 1,8×10 21 (2,5% Luna)  | 3.560.820 (926% Luna) | 79 (290% Luna)           |

## Grupuri orbitale
Deși limitele pot fi oarecum vagi, sateliții lui Saturn pot fi împărțiți în zece grupuri în funcție de caracteristicile lor orbitale. Mulți dintre ei, cum ar fi Pan și Daphnis, orbitează în cadrul sistemului inelar al lui Saturn și au perioade orbitale doar puțin mai lungi decât perioada de rotație a planetei. Cei mai interiori sateliți și cei mai mulți sateliți regulați au toți înclinații medii orbitale care variază de la mai puțin de un grad până la aproximativ 1,5 grade (cu excepția lui Iapetus, care are o înclinație de 7,57 grade) și excentricități orbitale mici. Pe de altă parte, sateliții neregulați din regiunile ultraperiferice ale sistemului de sateliți al lui Saturn, în special grupul nordic, au raze orbitale de milioane de kilometri și perioade orbitale care durează câțiva ani. Sateliții din grupul nordic orbitează, de asemenea, în direcția opusă rotației lui Saturn.

### Sateliți minori din inele
La sfârșitul lunii iulie 2009, un satelit minor, S/2009 S 1, a fost descoperit în Inelul B, la 480 km de marginea exterioară a inelului, din cauza umbrei pe care o crea. S-a estimat că are 300 m în diametru. Spre deosebire de sateliții minori ai Inelului A (vezi mai jos), nu induce o caracteristică „elice”, probabil datorită densității Inelului B. 
În 2006, în imaginile Cassini ale Inelului A au fost găsite patru sateliți minori. Înainte de această descoperire, doar doi sateliți mai mari au fost cunoscuți în golurile Inelului A: Pan și Daphnis. Aceștia sunt suficient de mari pentru a curăța golurile continue din inel. În schimb, un satelit minor este suficient de masiv pentru a curăța două mici - aproximativ 10 km în diametru – goluri parțiale în imediata vecinătate a satelitului în sine, creând o structură în formă de elice de avion. Sateliții minori în sine sunt mici, variind de la aproximativ 40 la 500 metri în diametru și sunt prea mici pentru a fi văzuți direct. 

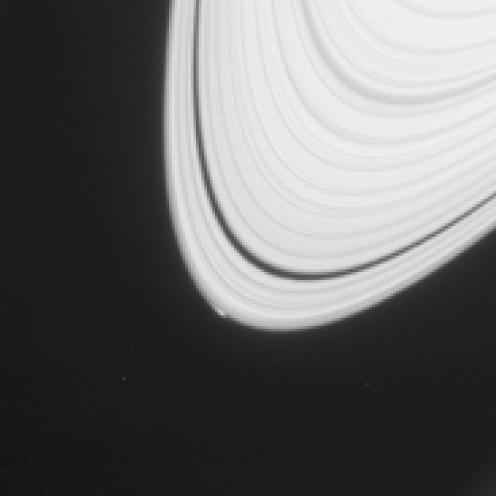
Posibil început al unui satelit nou al lui Saturn, fotografiat pe 15 aprilie 2014

În 2007, descoperirea a încă 150 de sateliți minori a arătat că aceștia (cu excepția a doi care au fost văzuți în afara golului Encke) sunt limitați la trei benzi înguste din Inelul A între 126.750 și 132.000 km de centrul lui Saturn. Fiecare bandă are o lățime de aproximativ o mie de kilometri, ceea ce reprezintă mai puțin de 1% din lățimea inelelor lui Saturn. Această regiune este relativ liberă de perturbațiile cauzate de rezonanțe cu sateliți mai mari, deși alte zone ale Inelului A fără perturbații sunt aparent lipsite de sateliți minori. Sateliții minori s-au format probabil din destrămarea unui satelit mai mare. Se estimează că inelul A conține 7.000–8.000 de elice mai mari de 0,8 km în dimensiune și milioane mai mari decât 0,25 km. În aprilie 2014, oamenii de știință de la NASA au raportat posibila consolidare a unui satelit nou în Inelul A, ceea ce implică faptul că sateliții actuali ai lui Saturn s-ar fi putut forma într-un proces similar în trecut, când sistemul de inele lui Saturn era mult mai masiv. 
Sateliți minori similari pot locui în Inelul F. Acolo, „jeturile” de material se pot datora ciocnirilor, inițiate de perturbații de la micul satelit Prometheus din apropiere, ale acestor sateliți minori cu miezul inelului F. Unul dintre cei mai mari sateliți minori din Inelul F poate fi obiectul încă neconfirmat S/2004 S 6. Inelul F conține, de asemenea, „evantaie” tranzitorii despre care se crede că rezultă din sateliți minori și mai mici, de aproximativ 1 km în diametru, orbitând în apropierea miezului inelului F.
Unul dintre sateliții descoperiți recent, Aegaeon, se află în arcul luminos al Inelului G și este prins într-o rezonanță de 7:6 cu Mimas. Aceasta înseamnă că face exact șapte rotații în jurul lui Saturn, în timp ce Mimas face exact șase. Satelitul este cel mai mare dintre populația de corpuri care sunt surse de praf în acest inel.

### Ciobani de inel

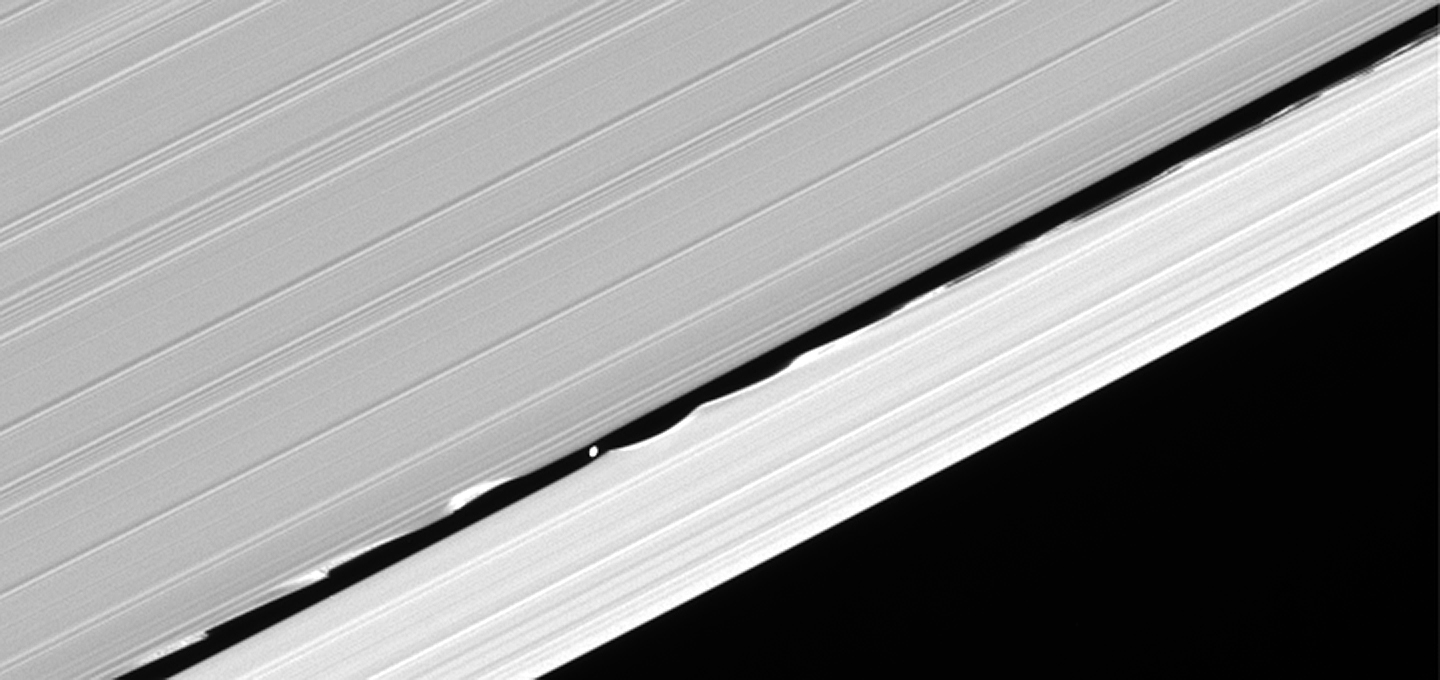
Satelitul păstor Daphnis în golul Keeler

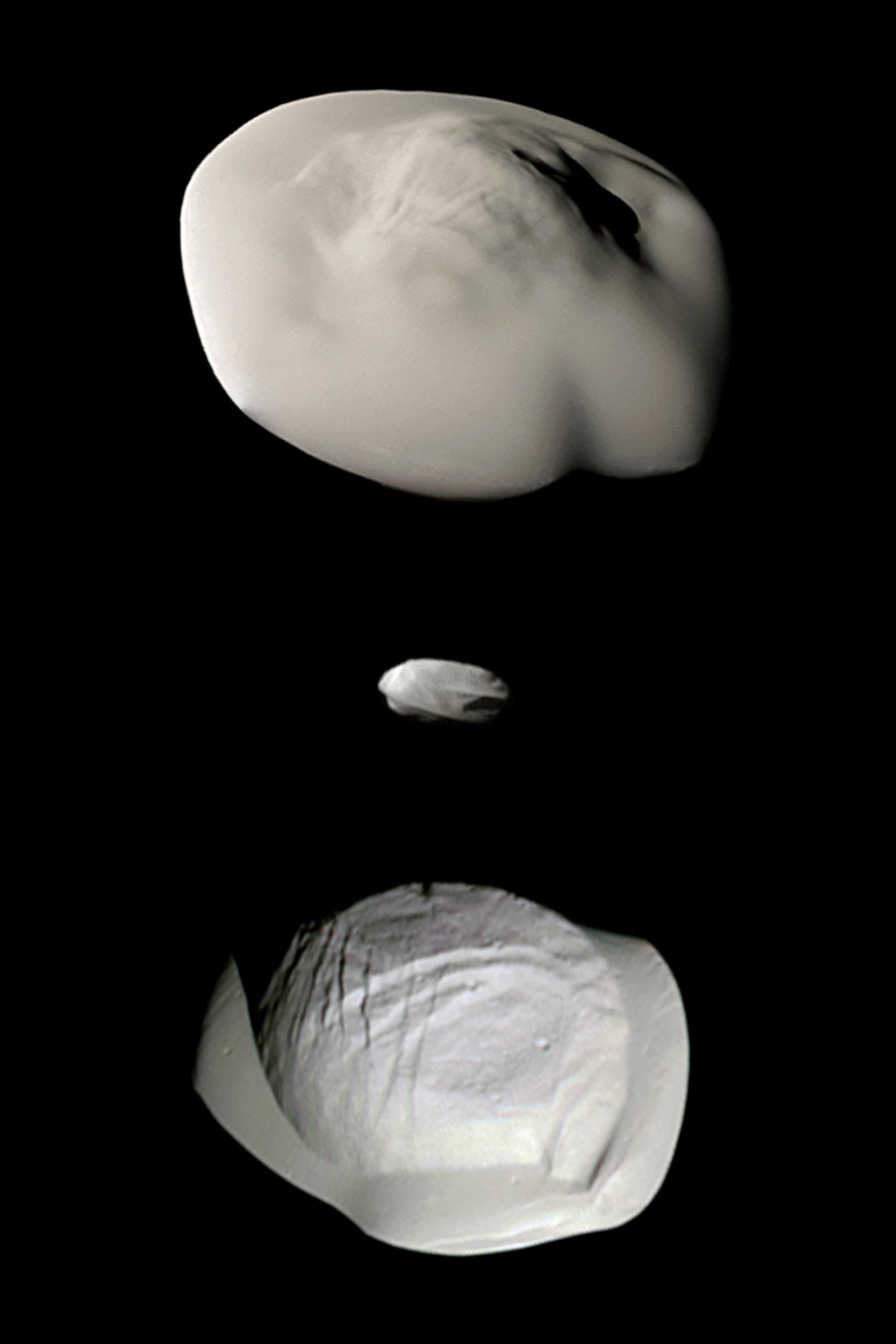
Sateliții păstor Atlas, Daphnis și Pan (culoare îmbunătățită). Ei au creste ecuatoriale distincte care par să se fi format din material acumulat din inelele lui Saturn.

Sateliții păstor sunt sateliți mici care orbitează în interiorul sau chiar dincolo de sistemul inelar al unei planete. Au ca efect sculptarea inelelor: oferindu-le margini bine definite și creând goluri între ele. Sateliții păstor ai lui Saturn sunt Pan (Golul Encke), Daphnis (Golul Keler), Atlas (Inelul A), Prometheus (Inelul F) și Pandora (Inelul F). Acești sateliți împreună cu coorbitalii (vezi mai jos) s-au format probabil ca urmare a acumularii materialului friabil al inelului pe nucleele mai dense preexistente. Miezurile cu dimensiuni de la o treime până la jumătate din sateliții actuali pot fi ele însele cioburi de coliziune formate atunci când un satelit parental al inelelor s-a dezintegrat. 

### Coorbitali
Janus și Epimetheus sunt numiți sateliți coorbitali. Au dimensiuni aproximativ egale, Janus fiind puțin mai mare decât Epimetheus. Janus și Epimetheus au orbite cu doar câțiva kilometri diferență în semiaxa mare, suficient de aproape încât s-ar ciocni dacă ar încerca să treacă unul pe lângă celălalt. În loc să se ciocnească, interacțiunea lor gravitațională îi face să schimbe orbitele la fiecare patru ani. 

### Interiori mari

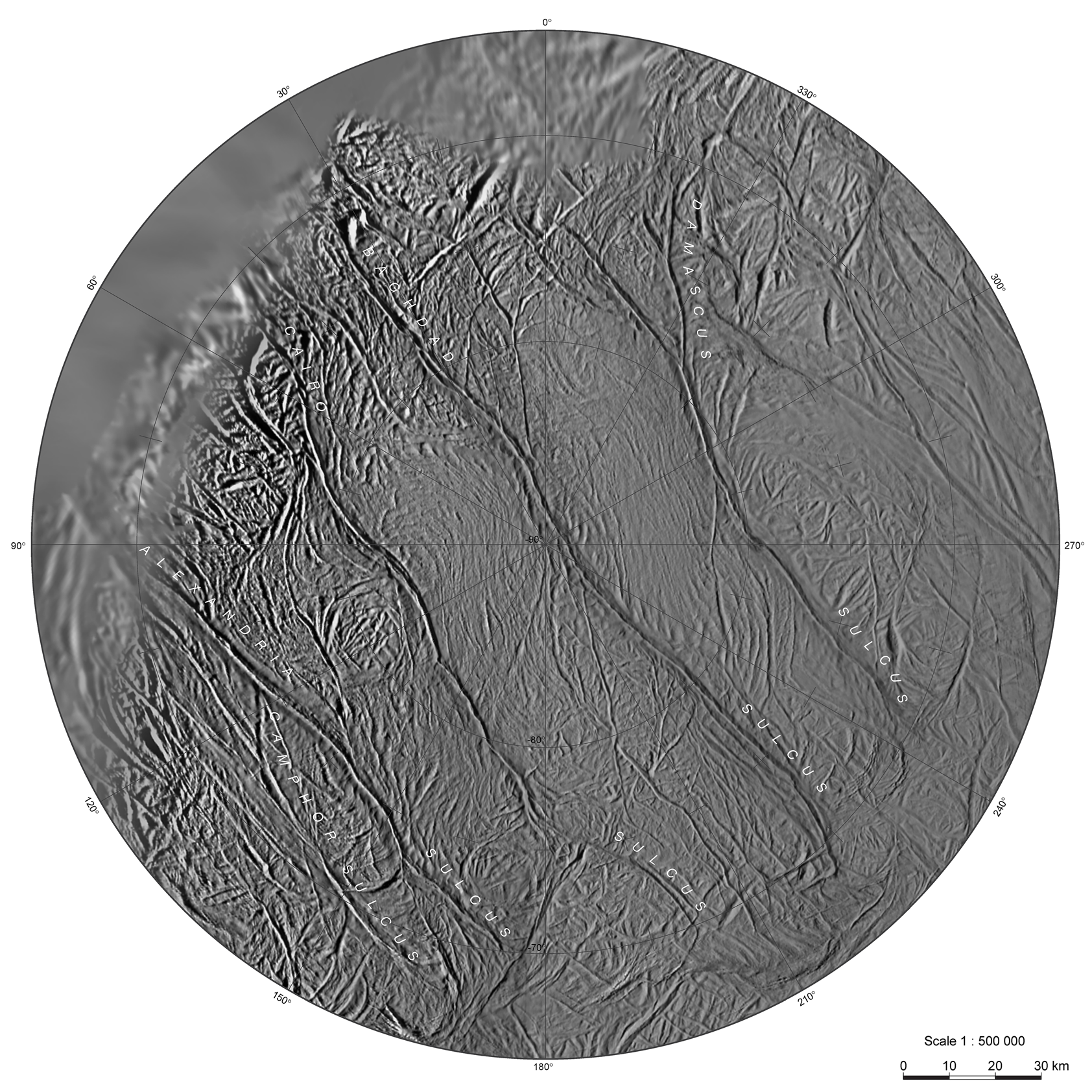
Harta polului sud al lui Enceladus cu dungile de tigru

(mijloc) Tethys și inelele lui Saturn 

Cei mai interiori sateliți mari ai lui Saturn orbitează în interiorul rarefiatului Inel E, împreună cu trei sateliți mai mici din grupul alkyonidelor.
- Mimas este cel mai mic și cel mai puțin masiv dintre sateliții interiori rotunzi, deși masa sa este suficientă pentru a modifica orbita lui Methone. Are o formă vizibilă ovoidală, fiind făcut mai scurt la poli și mai lung la ecuator (cu aproximativ 20 km) prin efectele gravitației lui Saturn. Mimas are un crater de impact mare, care are o treime din diametrul său, Herschel, situat în emisfera sa anterioară. Mimas nu are o activitate geologică trecută sau prezentă cunoscută, iar suprafața sa este dominată de cratere de impact. Singurele caracteristici tectonice cunoscute sunt câteva jgheaburi arcuate și liniare, care s-au format probabil când Mimas a fost spulberat de impactul Herschel.
- Enceladus este unul dintre cei mai mici dintre sateliții lui Saturn care au o formă sferică - doar Mimas este mai mic - totuși este singurul satelit saturnian mic care este în prezent activ endogen și cel mai mic corp cunoscut din Sistemul Solar care este activ geologic astăzi. Suprafața sa este diversă din punct de vedere morfologic; include terenuri vechi cu craterizare puternică, precum și zone netede mai tinere, cu puține cratere de impact. Multe câmpii de pe Enceladus sunt fracturate și intersectate de sisteme de liniamente. Zona din jurul polului său sud a fost găsită de Cassini a fi neobișnuit de caldă și tăiată de un sistem de fracturi de aproximativ 130 km lungime numite „dungi de tigru”, dintre care unele emit jeturi de vapori de apă și praf. Aceste jeturi formează o pană mare de la polul său sud, care reînnoiește inelul E al lui Saturn și servește ca sursă principală de ioni în magnetosfera lui Saturn. Gazul și praful sunt eliberate cu o rată de peste 100 kg/s. Enceladus poate avea apă lichidă sub suprafața polară de sud. Sursa de energie pentru acest criovulcanism este considerată a fi o rezonanță de 2:1 cu Dione. Gheața pură de la suprafață face din Enceladus unul dintre cele mai strălucitoare obiecte cunoscute din Sistemul Solar - albedo-ul său geometric este de peste 140%.
- Tethys este al treilea ca mărime dintre sateliții interiori ai lui Saturn. Caracteristicile sale cele mai proeminente sunt un mare (400 km în diametru) crater de impact numit Odysseus în emisfera sa anterioară și un vast sistem de canioane numit Ithaca Chasma care se extinde cel puțin 270° în jurul Tethys. Ithaca Chasma este concentrică cu Odysseus și aceste două trăsături pot fi înrudite. Tethys pare să nu aibă activitate geologică curentă. Un teren deluros cu multe cratere ocupă cea mai mare parte a suprafeței sale, în timp ce o regiune de câmpie mai mică și mai netedă se află în emisfera opusă celei a lui Odysseus. Câmpiile conțin mai puține cratere și sunt aparent mai tinere. O graniță bine definită le separă de terenul craterizat. Există, de asemenea, un sistem de jgheaburi extensive care radiază dinspre Odysseus. Densitatea lui Tethys (0,985 g/cm 3) este mai mică decât cea a apei, ceea ce indică faptul că este făcut în principal din gheață de apă cu doar o mică fracțiune de rocă.
- Dione este al doilea cel mai mare satelit interior al lui Saturn. Are o densitate mai mare decât cea a lui Rhea moartă geologic, cel mai mare satelit interior, dar mai mică decât cea a lui Enceladus, care este activ. În timp ce majoritatea suprafeței lui Dione este un teren vechi cu craterizare puternică, acest satelit este, de asemenea, acoperit cu o rețea extinsă de jgheaburi și linii, ceea ce indică faptul că în trecut a avut activitate tectonică globală. Jgheaburile și liniamentele sunt deosebit de proeminente în emisfera posterioară, unde mai multe seturi de fracturi care se intersectează formează ceea ce se numește „teren șerpuit”. Câmpiile craterate au câteva cratere mari de impact care ajung la 250 km în diametru. Câmpii netede cu un număr scăzut de cratere de impact sunt, de asemenea, prezente pe o mică parte a suprafeței sale. Probabil că au reapărut tectonic relativ mai târziu în istoria geologică a lui Dione. În două locații din câmpiile netede au fost identificate forme de relief ciudate (depresiuni) asemănătoare craterelor de impact alungite, ambele se află în centrul rețelelor radiante de fisuri și jgheaburi; aceste caracteristici pot fi de origine criovulcanică. Dione poate fi activ din punct de vedere geologic chiar și acum, deși la o scară mult mai mică decât criovulcanismul lui Enceladus. Aceasta rezultă din măsurătorile magnetice Cassini care arată că Dione este o sursă netă de plasmă în magnetosfera lui Saturn, la fel ca Enceladus.

### Alkyonidele
Trei sateliți mici orbitează între Mimas și Enceladus: Methone, Anthe și Pallene. Numiți după Alkyonidele din mitologia greacă, aceștia sunt unii dintre cei mai mici sateliți din sistemul Saturn. Anthe și Methone au arcuri inelare foarte slabe de-a lungul orbitelor lor, în timp ce Pallene are un inel complet slab. Dintre acești trei sateliți, numai Methone a fost fotografiat la distanță apropiată, arătând că are formă de ou, cu foarte puține cratere sau chiar fără. 

### Troian
Sateliții troieni sunt o caracteristică unică cunoscută doar din sistemul saturnian. Un corp troian orbitează fie în punctul Lagrange L 4 anterior, fie în L 5 posterior al unui obiect mult mai mare, cum ar fi un satelit sau o planetă mare. Tethys are doi sateliți troieni, Telesto (anterior) și Calypso (posterior), iar Dione are tot doi, Helene (anterior) și Polydeuces (posterior ). Helene este de departe cel mai mare satelit troian, în timp ce Polydeuces este cel mai mic și are cea mai haotică orbită. Acești sateliți sunt acoperiți cu praf care le-a netezit suprafețele. 

### Exteriori mari
(mijloc-sus) Titan în fața lui Dione și a inelelor lui Saturn 

(mijloc-jos) Imagine Cassini cu Hyperion 

Toți acești sateliți orbitează dincolo de Inelul E. Ei Sunt:
- Rhea este al doilea ca mărime dintre sateliții lui Saturn. Este chiar puțin mai mare decât Oberon, al doilea satelit ca mărime al lui Uranus. În 2005, Cassini a detectat o epuizare a electronilor în urma plasmatică a lui Rhea, care se formează atunci când plasma co-rotativă a magnetosferei lui Saturn este absorbită de satelit. S-a presupus că epuizarea este cauzată de prezența particulelor de dimensiunea prafului concentrate în câteva inele ecuatoriale slabe. Un astfel de sistem de inele ar face din Rhea singurul satelit din Sistemul Solar despre care se știe că are inele. Observațiile ulterioare direcționate ale planului inelului presupus din mai multe unghiuri de către camera cu unghi îngust a lui Cassini nu au scos nicio dovadă a materialului inelului așteptat, lăsând nerezolvată originea observațiilor cu plasmă.[17] În caz contrar, Rhea are mai degrabă o suprafață tipică cu craterizare puternică, cu excepția câtorva fracturi mari de tip Dione (teren șerpuitor) pe emisfera posterioară și a unei „linii” foarte slabe de material la ecuator care ar fi putut fi depusă de materialul care deorbitează din inele prezente sau anterioare. Rhea are, de asemenea, două bazine de impact foarte mari în emisfera sa anti-saturniană, care au aproximativ 400 și 500 km. Primul, Tirawa, este aproximativ comparabil cu bazinul Odysseus de pe Tethys. Există, de asemenea, un crater de impact cu diametrul de 48 km numit Inktomi[a] la 112°V, care este proeminent datorită unui sistem extins de raze strălucitoare, care poate fi unul dintre cele mai tinere cratere de pe sateliții interiori ai lui Saturn. Nu au fost descoperite dovezi ale vreunei activități endogene pe suprafața lui Rhea.
- Titan, cu un diametru de 5.149 km, este al doilea cel mai mare satelit din Sistemul Solar și cel mai mare al lui Saturn. Dintre toți sateliții mari, Titan este singurul cu o atmosferă densă (presiune la suprafață de 1,5 atm), rece, formată în principal din azot cu o mică fracțiune de metan. Atmosfera densă produce frecvent nori convectivi albi strălucitori, în special peste regiunea polului sudic. Pe 6 iunie 2013, oamenii de știință de la IAA-CSIC au raportat detectarea hidrocarburilor aromatice policiclice în atmosfera superioară a lui Titan. Pe 23 iunie 2014, NASA a susținut că are dovezi puternice că azotul din atmosfera lui Titan provenea din materiale din norul lui Oort, asociate cu comete, și nu din materialele care l-au format pe Saturn în vremuri mai vechi. Suprafața lui Titan, care este greu de observat din cauza ceții atmosferice persistente, prezintă doar câteva cratere de impact și este probabil foarte tânăr. Conține un model de regiuni luminoase și întunecate, canale de curgere și posibil criovulcani. Unele regiuni întunecate sunt acoperite de câmpuri longitudinale de dune modelate de vânturile mareice, unde nisipul este format din apă înghețată sau hidrocarburi. Titan este singurul corp din Sistemul Solar în afară de Pământ cu corpuri de lichid pe suprafața sa, sub formă de lacuri de metan-etan în regiunile polare de nord și sud ale lui Titan. Cel mai mare lac, Kraken Mare, este mai mare decât Marea Caspică. La fel ca Europa și Ganymede, se crede că Titan are un ocean subteran format din apă amestecată cu amoniac, care poate erupe la suprafața satelitului și poate duce la criovulcanism. Pe 2 iulie 2014, NASA a raportat că oceanul din interiorul lui Titan ar putea fi „la fel de sărat ca Marea Moartă a Pământului”.[19][20]
- Hyperion este cel mai apropiat vecin al lui Titan în sistemul Saturn. Cei doi sateliți sunt blocați într-o rezonanță de 4:3 unul cu celălalt, ceea ce înseamnă că, în timp ce Titan face patru revoluții în jurul lui Saturn, Hyperion face exact trei. Cu un diametru mediu de aproximativ 270 km, Hyperion este mai mic și mai ușor decât Mimas. Are o formă extrem de neregulată și o suprafață de gheață foarte ciudată, de culoare cafenie, care seamănă cu un burete, deși interiorul său poate fi și parțial poros. Densitatea medie de aproximativ 0,55 g/cm3 indică faptul că porozitatea depășește 40% chiar și presupunând că are o compoziție de gheață pură. Suprafața lui Hyperion este acoperită cu numeroase cratere de impact — cele cu diametre de 2–10 km sunt deosebit de abundente. Este singurul satelit, în afară de sateliții mici ai lui Pluto, despre care se știe că au o rotație haotică, ceea ce înseamnă că Hyperion nu are poli sau ecuator bine delimitați. În timp ce pe intervale scurte de timp, satelitul se rotește aproximativ în jurul axei sale lungi cu o rată de 72–75° pe zi, pe intervale de timp mai lungi, axa sa de rotație (vector de rotație) rătăcește haotic pe cer. Acest lucru face ca comportamentul de rotație al lui Hyperion să fie în esență imprevizibil.
- Iapetus este al treilea ca mărime dintre sateliții lui Saturn. Orbitând planeta la 3,5 milioane km, este de departe cel mai îndepărtat dintre sateliții mari ai lui Saturn și are, de asemenea, cea mai mare înclinație orbitală, la 15,47°. Iapetus este de mult cunoscut pentru suprafața sa neobișnuită în două tonuri; emisfera sa anterioară este neagră ca smoala, iar emisfera posterioară este aproape la fel de strălucitoare ca zăpada proaspătă. Imaginile Cassini au arătat că materialul întunecat este limitat într-o zonă mare aproape ecuatorială din emisfera anterioară numită Cassini Regio, care se extinde aproximativ de la 40°N la 40°S. Regiunile polare ale lui Iapetus sunt la fel de strălucitoare ca emisfera sa posterioară. Cassini a descoperit, de asemenea, o creastă ecuatorială de 20 km înălțime, care se întinde pe aproape întregul ecuator al satelitului. În rest, atât suprafețele întunecate, cât și cele luminoase ale lui Iapetus sunt vechi și puternic craterizate. Imaginile au dezvăluit cel puțin patru bazine mari de impact cu diametre de la 380 la 550 km și numeroase cratere de impact mai mici. Nu au fost descoperite dovezi ale vreunei activități endogene. Un indiciu cu privire la originea materialului întunecat care acoperă o parte a suprafeței puternic bicromatice a lui Iapetus ar fi putut fi găsit în 2009, când telescopul spațial Spitzer al NASA a descoperit un disc vast, aproape invizibil în jurul lui Saturn, chiar în interiorul orbitei satelitului Phoebe - inelul Phoebe. Oamenii de știință cred că discul provine din particulele de praf și gheață aruncate de impacturi asupra lui Phoebe. Deoarece particulele din disc, precum Phoebe însăși, orbitează în direcția opusă lui Iapetus, Iapetus se ciocnește de ele în timp ce se deplasează în direcția lui Saturn, întunecându-și ușor emisfera anterioară. Odată ce s-a stabilit o diferență de albedo și, prin urmare, de temperatură medie, între diferitele regiuni ale lui Iapetus, a urmat un proces termic de sublimare a gheții din regiunile mai calde și depunerea vaporilor de apă în regiunile mai reci. Aspectul prezent în două nuanțe al lui Iapetus rezultă din contrastul dintre zonele strălucitoare, în primul rând acoperite cu gheață și regiunile întunecate acoperite de reziduul lăsat în urmă după pierderea gheții de suprafață.[21][22]

### Neregulați

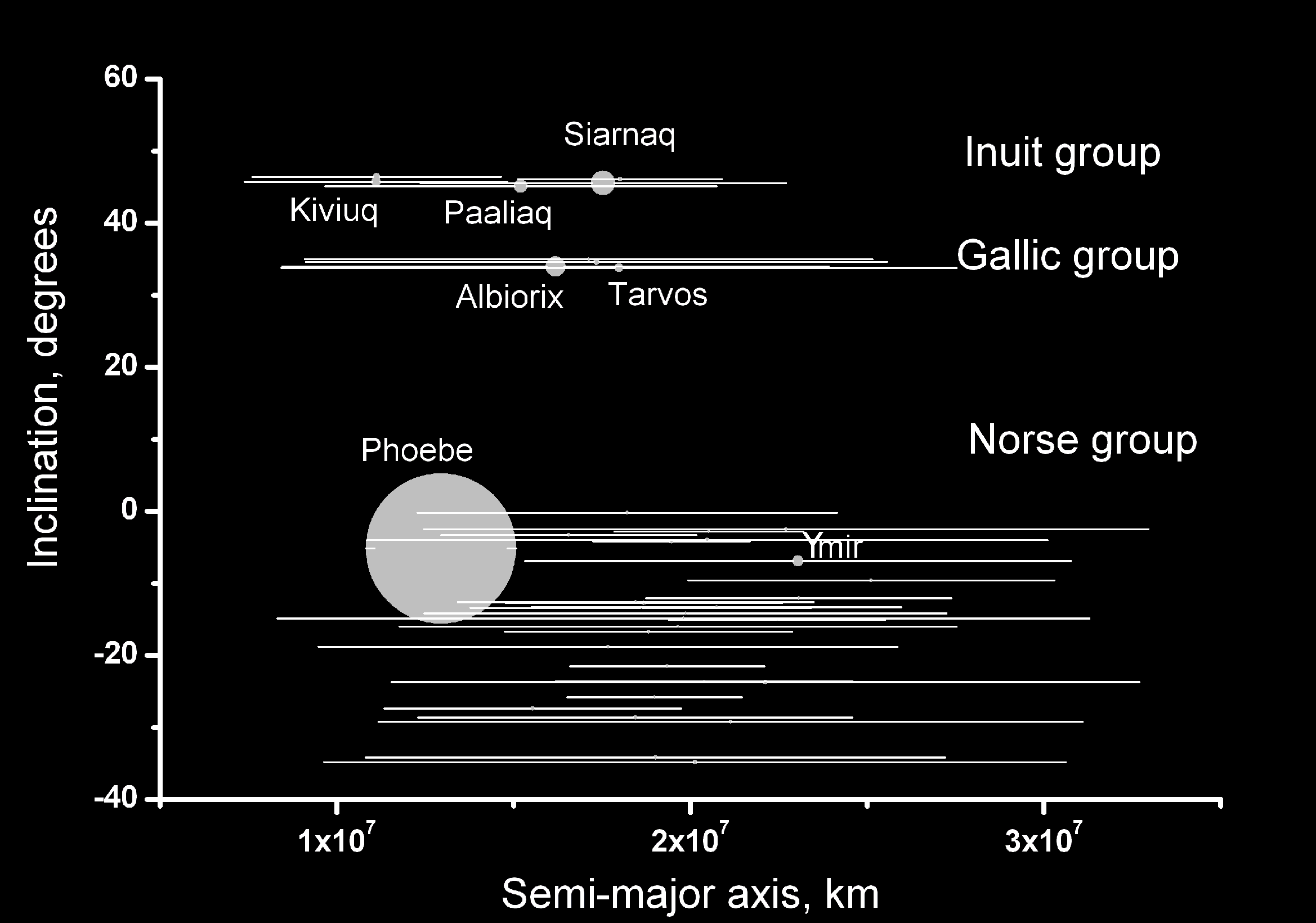
Diagramă care ilustrează orbitele sateliților neregulați ai lui Saturn. Înclinația și semiaxa mare sunt reprezentate pe axa Y, și respectiv X. Excentricitatea orbitelor este indicată de segmentele care se extind de la pericentru la apocentru. Sateliții cu înclinații pozitive sunt prograzi, cei cu înclinații negative sunt retrograzi. Axa X este etichetată în km. Sunt identificate grupurile prograde, Inuite și Galice și grupul Nordic retrograd.

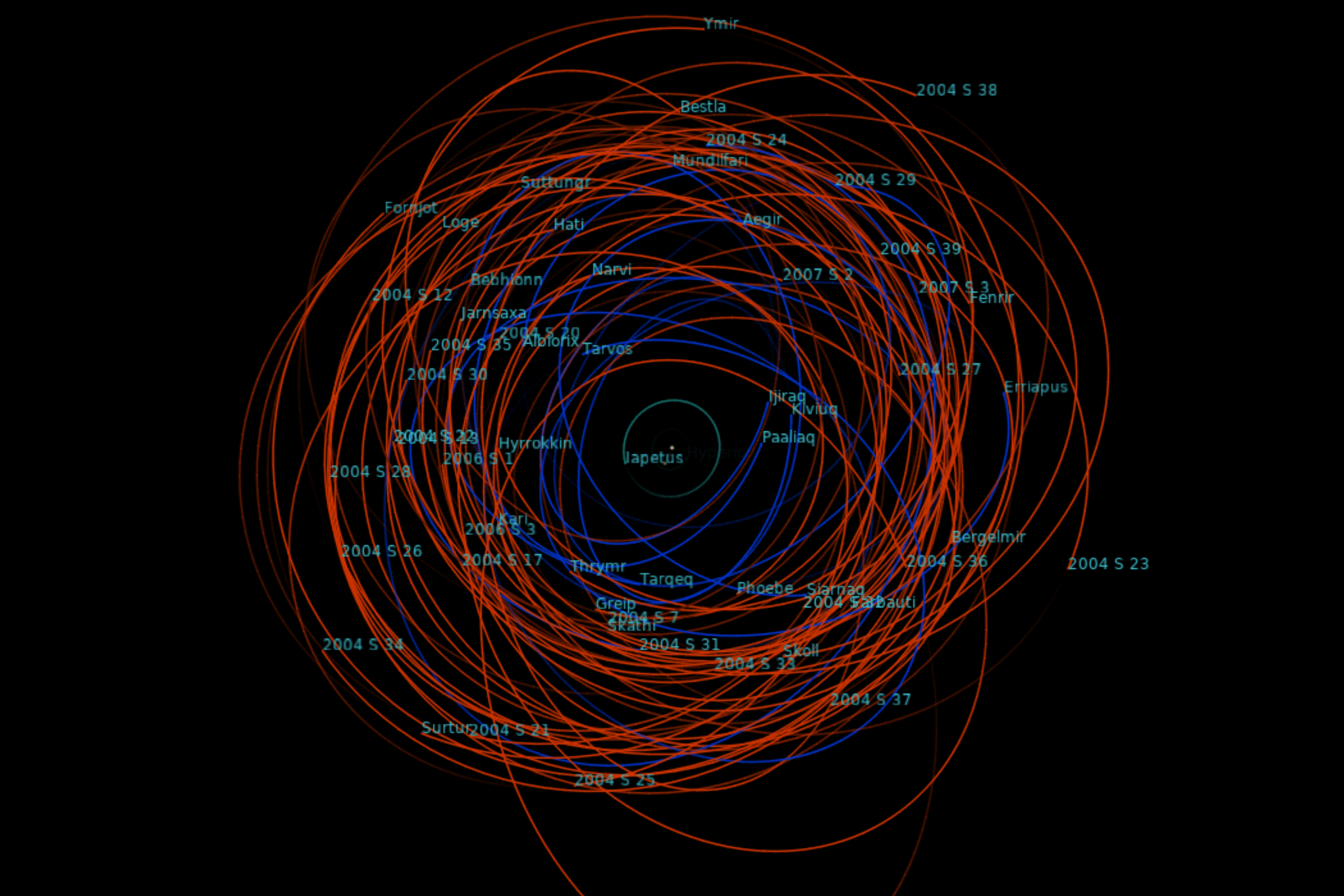
Orbitele și pozițiile sateliților neregulați ai lui Saturn începând cu 1 ianuarie 2021. Orbitele prograde sunt colorate în albastru, în timp ce orbitele retrograde sunt colorate în roșu.

Sateliții neregulați sunt sateliți mici cu orbite cu raze mari, înclinate și frecvent retrograde, despre care se crede că au fost obținute de planeta părinte printr-un proces de captură. Ele apar adesea ca familii colizionale sau grupuri. Mărimea exactă, precum și albedo-ul sateliților neregulați nu sunt cunoscute cu siguranță, deoarece sateliții sunt foarte mici pentru a fi rezolvate cu un telescop, deși se presupune de obicei că acesta din urmă este destul de scăzut - în jur de 6% (albedo-ul lui Phoebe) sau mai puțin. Neregulații au, în general, spectre vizibile și infraroșu apropiate fără caracteristici, dominate de benzi de absorbție a apei. Au o culoare neutră sau moderat roșie - asemănătoare cu asteroizii de tip C, P sau D, deși sunt mult mai puțin roșii decât obiectele din centura Kuiper. 

#### Inuit
Grupul Inuit include opt sateliți exteriori prograzi care sunt suficient de asemănători în ceea ce privește distanța față de planetă (186–297 raze ale lui Saturn), înclinațiile orbitale (45–50°) și culorile lor încât să poată fi considerați un grup. Sateliții sunt Ijiraq, Kiviuq, Paaliaq, Siarnaq și Tarqeq, împreună cu trei sateliți nenumiți Saturn LX, S/2004 S 31 și S/2019 S 1. Cel mai mare dintre ei este Siarnaq, cu o dimensiune estimată la aproximativ 40 km.

#### Galic
Grupul Galic este format din patru sateliți exteriori prograzi care sunt suficient de asemănători ca distanță față de planetă (207–302 raze ale lui Saturn), înclinația lor orbitală (35–40°) și culoarea lor încât pot fi considerați un grup. Ei sunt Albiorix, Bebhionn, Erriapus și Tarvos. Cel mai mare dintre acești sateliți este Albiorix, cu o dimensiune estimată de aproximativ 32 km. Există un satelit suplimentar S/2004 S 24 care ar putea aparține acestui grup, dar sunt necesare mai multe observații pentru a confirma sau infirma clasificarea acestuia. S/2004 S 24 are cea mai îndepărtată orbită progradă dintre sateliții cunoscuți ai lui Saturn.

#### Nordic
Grupul Nordic (sau Phoebe) este format din 46 de sateliți retrograzi exteriori. Aceștia sunt Aegir, Bergelmir, Bestla, Farbauti, Fenrir, Fornjot, Greip, Hati, Hyrrokkin, Jarnsaxa, Kari, Loge, Mundilfari, Narvi, Phoebe, Skathi, Skoll, Surtur, Suttungr, Thrymr, Ymir și douăzeci și cinci de sateliți fără nume. După Phoebe, Ymir este cel mai mare dintre sateliții neregulați retrograzi cunoscuți, cu un diametru estimat de doar 18 km. Grupul Nordic poate consta în mai multe subgrupuri mai mici. 
- Phoebe, cu 213±1.4 în diametru, este de departe cel mai mare dintre sateliții neregulați ai lui Saturn. Are o orbită retrogradă și se rotește pe axa sa la fiecare 9,3 ore. Phoebe a fost primul satelit al lui Saturn care a fost studiat în detaliu de către Cassini, în iunie 2004; în timpul acestei întâlniri, Cassini a reușit să cartografieze aproape 90% din suprafața satelitului. Phoebe are o formă aproape sferică și o densitate relativ mare de aproximativ 1,6 g/cm3. Imaginile Cassini au dezvăluit o suprafață întunecată marcată de numeroase impacturi – există aproximativ 130 de cratere cu diametre care depășesc 10 km. Măsurătorile spectroscopice au arătat că suprafața este formată din gheață, dioxid de carbon, filosilicați, substanțe organice și, eventual, minerale purtătoare de fier. Se crede că Phoebe este un centaur capturat care își are originea în centura Kuiper. De asemenea, servește ca sursă de material pentru cel mai mare inel cunoscut al lui Saturn, care întunecă emisfera anterioară a lui Iapetus (vezi mai sus).

## Listă

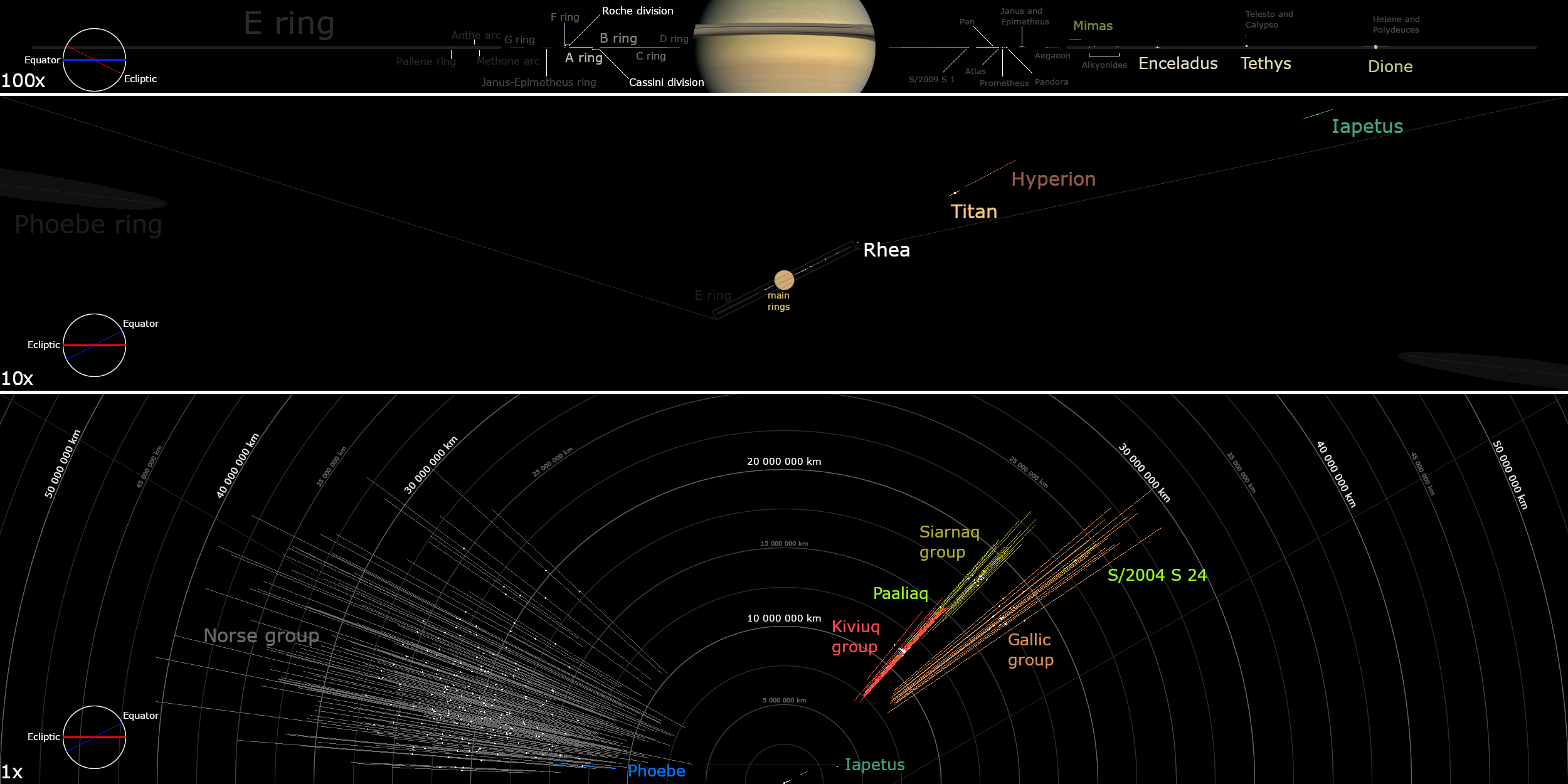
Diagramă orbitală a înclinației orbitale și a distanțelor orbitale pentru inelele lui Saturn și sistemul de sateliți la diferite scări. Sateliții, grupurile de sateliți și inelele notabile sunt etichetate individual. Deschideți imaginea pentru rezoluție completă.

### Confirmați
Sateliții saturnieni sunt enumerați aici după perioada orbitală (sau semiaxa mare), de la cea mai scurtă la cea mai lungă. Sateliții suficient de masivi pentru ca suprafețele lor să se prăbușească într-un sferoid sunt evidențiați cu caractere aldine și marcați cu un fundal albastru, în timp ce sateliții neregulați sunt enumerați pe fundal roșu, portocaliu și gri. Orbitele și distanțele medii ale sateliților neregulați sunt puternic variabile pe perioade scurte de timp din cauza perturbațiilor planetare și solare frecvente, prin urmare, elementele orbitale enumerate ale tuturor sateliților neregulați sunt mediate pe o integrare numerică de 300 de ani. Elementele lor orbitale se bazează toate pe epoca de 1 ianuarie 2000. 
| Legendă                 | Legendă | Legendă                      | Legendă        | Legendă        | Legendă         |
| ----------------------- | ------- | ---------------------------- | -------------- | -------------- | --------------- |
| Sateliți interiori mici | ♠ Titan | † Alți sateliți mari rotunzi | ‡ Grupul Inuit | ♦ Grupul Galic | ♣ Grupul Nordic |

| Ordine | Etichetă | Nume (cheie)      | Pronunție         | Imagine | Magn. abs. | Diametru(km)                 | Masă(×1015 kg) | Semiaxă mare(km)          | Perioadă orbitală (z) | Înclinație(°)         | Excentricitate         | Poziție                           | Anul descoperirii | Descoperitor       |
| ------ | -------- | ----------------- | ----------------- | --- | ---------- | ---------------------------- | -------------- | ------------------------- | --------------------- | --------------------- | ---------------------- | --------------------------------- | ----------------- | ------------------ |
| 1      | L        | S/2009 S 1        | —                 | | —          | 0.30                         | < 0.00000001   | ≈ 117000                  | ≈ 0.47150             | ≈ 0.000               | ≈ 0.0000               | exteriorul inelului B             | 2009              | Cassini            |
|        | A        | (sateliți minori) | —                 | A noisy image showing a few bright dots marked by circles | —          | 0.04 to 0.4                  | < 0.00000002   | ≈ 130000                  | ≈ 0.55000             | ≈ 0.000               | ≈ 0.0000               | trei benzi de 1000 km în inelul A | 2006              | Cassini            |
| 2      | XVIII    | Pan               | /'pan/            | An irregularly shaped body with a prominent equatorial ridge. It is illuminated from the bottom right. | 9.1        | 28.2 (34 × 31 × 20)          | 5.0            | 133584                    | +0.57505              | 0.000                 | 0.0000                 | în Diviziunea Encke               | 1990              | Showalter          |
| 3      | XXXV     | Daphnis           | /'daf.nis/        | A small, irregularly shaped body elongated from the bottom left to top right. It is illuminated from the bottom left. | 12.0       | 7.6 (8.6 × 8.2 × 6.4)        | 0.077          | 136505                    | +0.59408              | 0.004                 | 0.0000                 | în Golul Keeler                   | 2005              | Cassini            |
| 4      | XV       | Atlas             | /'at.las/         | An irregularly shaped body is fully illuminated. The body, which looks like a cone viewed from the south pole, is elongated downward. | 10.7       | 30.2 (41 × 35 × 19)          | 6.6            | 137670                    | +0.60169              | 0.003                 | 0.0012                 | cioban exterior al inelului A     | 1980              | Voyager 1          |
| 5      | XVI      | Prometheus        | /pro.me'te.us/    | An irregularly shaped oblong body is fully illuminated. It is elongated in the direction from the top left to bottom left. Its surface is covered by craters. | 6.5        | 86.2 (136 × 79 × 59)         | 159.5          | 139380                    | +0.61299              | 0.008                 | 0.0022                 | cioban interior al inelului F     | 1980              | Voyager 1          |
| 6      | XVII     | Pandora           | /pan'do.ra/       | An irregularly shaped body is half illuminated from the bottom. The terminator runs from the left to right. The surface is covered by numerous craters. | 6.6        | 81.4 (104 × 81 × 64)         | 137.1          | 141720                    | +0.62850              | 0.050                 | 0.0042                 | cioban exterior al inelului F     | 1980              | Voyager 1          |
| 7a     | XI       | Epimetheus        | /e.pi.me'te.us/   | A partially-illuminated irregular body, which has a shape remotely resembling a cube. The body's surface consists of ridges and valleys and is covered by craters. | 5.6        | 116.2 (130 × 114 × 106)      | 526.6          | 151422                    | +0.69433              | 0.335                 | 0.0098                 | coorbital cu Janus                | 1977              | Fountain & Larson  |
| 7b     | X        | Janus             | /'ja.nus/         | An irregular body, whose outline looks like an approximate circle in this image. It is illuminated from the bottom-left. The terminator runs from the top-left to bottom-right. The surface is covered by craters. | 4.7        | 179.0 (203 × 185 × 153)      | 1897.5         | 151472                    | +0.69466              | 0.165                 | 0.0068                 | coorbital cu Epimetheus           | 1966              | Dollfus            |
| 9      | LIII     | Aegaeon           | /a.e.ga.e'on/     | Image of Aegaeon by Cassini. | 18.7       | 0.66 (1.4 × 0.5 × 0.4)       | ≈ 0.000073     | 167500                    | +0.80812              | 0.001                 | 0.0004                 | satelit minor din inelul G        | 2008              | Cassini            |
| 10     | I        | †Mimas            | /'mi.mas/         | A spherical body is half illuminated from the left. The terminator runs from the top to bottom in the vicinity of the right limb. A large crater with a central peak sits on the terminator slightly to the right and above the center of the body. It makes the body look like the Death Star. There are numerous smaller craters. | 2.7        | 396.4 (416 × 393 × 381)      | 37493          | 185404                    | +0.94242              | 1.566                 | 0.0202                 |                                   | 1789              | Herschel           |
| 11     | XXXII    | Methone           | /me'to.ne/        | A smooth, featureless ellipsoidal object illuminated from the top right, distinctly looking like an egg. | 13.8       | 2.9 (3.9 × 2.6 × 2.4)        | ≈ 0.0063       | 194440                    | +1.00957              | 0.007                 | 0.0001                 | Alkyonidele                       | 2004              | Cassini            |
| 12     | XLIX     | Anthe             | /'an.te/          | A blurry ellipsoidal object in the center of the image | 14.8       | 1.0                          | ≈ 0.00026      | 197700                    | +1.05089              | 0.100                 | 0.0011                 | Alkyonidele                       | 2007              | Cassini            |
| 13     | XXXIII   | Pallene           | /pa'le.ne/        | A small, half-illuminated ellipsoidal object in front of Saturn as a backdrop | 12.9       | 4.4 (5.8 × 4.2 × 3.7)        | ≈ 0.023        | 212280                    | +1.15375              | 0.181                 | 0.0040                 | Alkyonidele                       | 2004              | Cassini            |
| 14     | II       | †Enceladus        | /en.tʃe'la.dus/   | A spherical body is half illuminated from the right. The terminator runs from the top to bottom in the vicinity of the right limb. In the center and at the top there are heavily cratered areas. | 1.8        | 504.2 (513 × 503 × 497)      | 108022         | 237950                    | +1.37022              | 0.010                 | 0.0047                 | Generează inelul E                | 1789              | Herschel           |
| 15     | III      | †Tethys           | /'te.tis/         | A spherical heavily cratered body is illuminated from the bottom. The terminator runs from the left to right in the vicinity of the top limb. There is a wide curved graben running from the center of the body to the bottom. It is Ithaca Chasma. | 0.3        | 1062.2 (1077 × 1057 × 1053)  | 617449         | 294619                    | +1.88780              | 0.168                 | 0.0001                 |                                   | 1684              | Cassini            |
| 15a    | XIII     | Telesto           | /te'les.to/       | An oblong object with a few large craters and a smooth surface | 8.7        | 24.8 (33 × 24 × 20)          | ≈ 4.0          | 294619                    | +1.88780              | 1.158                 | 0.0010                 | troian Tethys anterior (L4)       | 1980              | Smith et al.       |
| 15b    | XIV      | Calypso           | /ka'lip.so/       | An oblong body is seen in this low resolution image. | 8.7        | 21.4 (30 × 23 × 14)          | ≈ 2.5          | 294619                    | +1.88780              | 1.473                 | 0.0010                 | troian Tethys posterior (L5)      | 1980              | Pascu et al.       |
| 18     | IV       | †Dione            | /di'o.ne/         | A spherical body is half illuminated from the right. The terminator is running from the top to bottom slightly to the left off the center. The central part of the body is smooth and has only a few craters. A heavily cratered terrain is near the right limb. A part of a large crater is intersected by the terminator in the lower-left corner. To the left of it there is a long crack running parallel to the terminator. | 0.4        | 1122.8 (1128 × 1123 × 1119)  | 1095452        | 377396                    | +2.73692              | 0.002                 | 0.0022                 |                                   | 1684              | Cassini            |
| 18a    | XII      | Helene            | /he'le.ne/        | An irregularly shaped body illuminated from the left. Its surface is covered by numerous impact craters. | 7.3        | 35.2 (43 × 38 × 26)          | ≈ 7.2          | 377396                    | +2.73692              | 0.199                 | 0.0022                 | troian Dione anterior (L4)        | 1980              | Laques & Lecacheux |
| 18b    | XXXIV    | Polydeuces        | /po.li.de'u.tʃes/ | A small oblong body is barely resolved in this image. | 13.5       | 2.6 (3.0 × 2.4 × 1.0)        | ≈ 0.0038       | 377396                    | +2.73692              | 0.177                 | 0.0192                 | troian Dione posterior (L5)       | 2004              | Cassini            |
| 21     | V        | †Rhea             | /'re.a/           | A spherical body is almost fully illuminated. The terminator is running near the top edge. The surface is covered by numerous craters. Two partially overlapping large craters can be seen above the center. One that is younger is above and to the right from the older one. | −0.2       | 1527.6 (1530 × 1526 × 1525)  | 2306518        | 527108                    | +4.51821              | 0.327                 | 0.0013                 |                                   | 1672              | Cassini            |
| 22     | VI       | ♠Titan            | /ti'tan/          | | −1.3       | 5149.46 (5149 × 5149 × 5150) | 134520000      | 1221930                   | +15.9454              | 0.349                 | 0.0288                 |                                   | 1655              | Huygens            |
| 23     | VII      | Hyperion          | /hi'pe.ri.on/     | An irregularly shaped oblong body is illuminated from the left. The terminator is near the right limb. The body is elongated in the top-bottom direction. The surface is punctured by numerous impact craters, which make it look like a sponge or cheese. | 4.8        | 270.0 (360 × 266 × 205)      | 5619.9         | 1481010                   | +21.2766              | 0.568                 | 0.1230                 | într-o rezonanță de 4:3 cu Titan  | 1848              | Bond & Lassell     |
| 24     | VIII     | †Iapetus          | /i.a'pe.tus/      | A walnut shaped body illuminated from the bottom-left. The terminator runs from the top to right along the top-right limb. An equatorial ridge runs from the left to right and is convex in the direction of the bottom-left. Above and below it there are dark areas. Above the upper dark area and below the lower one there are bright poles. There numerous craters. Three among them are very large: one sits on the limb at the right another is in the center above the ridge. The third is below the ridge near the left limb. | 1.7        | 1468.6 (1491 × 1491 × 1424)  | 1805635        | 3560820                   | +79.3215              | 15.47                 | 0.0286                 |                                   | 1671              | Cassini            |
| 25     | M        | ‡S/2019 S 1       | —                 | | 15.3       | ≈ 6                          | ≈ 0.11         | 11246000                  | +445.50               | 48.7                  | 0.4630                 | Grupul Inuit                      | 2019              | Gladman et al.     |
| 26     | XXIV     | ‡Kiviuq           | /ki.vi'uk/        | | 12.7       | ≈ 17                         | ≈ 2.6          | 11343000                  | +448.42               | 48.6                  | 0.2120                 | Grupul Inuit                      | 2000              | Gladman et al.     |
| 27     | XXII     | ‡Ijiraq           | /i.ji'rak/        | | 13.2       | ≈ 13                         | ≈ 1.2          | 11408000                  | +450.78               | 47.5                  | 0.2720                 | Grupul Inuit                      | 2000              | Gladman et al.     |
| 28     | IX       | ♣Phoebe           | /'fi.bi/          | An approximately spherical heavily cratered body is illuminated from the bottom-right. The terminator runs near the left and top limbs. There is huge crater at the top, which affects the shape, and another slightly smaller at the bottom. | 6.6        | 213.0 (219 × 217 × 204)      | 8292.0         | 12929400                  | −550.30               | 175.2                 | 0.1640                 | Grupul Nordic                     | 1899              | Pickering          |
| 29     | XX       | ‡Paaliaq          | /pa.a.li'ak/      | | 11.9       | ≈ 25                         | ≈ 8.2          | 15166000                  | +686.55               | 44.8                  | 0.3410                 | Grupul Inuit                      | 2000              | Gladman et al.     |
| 30     | XXVII    | ♣Skathi           | /'ska.ti/         | | 14.3       | ≈ 8                          | ≈ 0.27         | 15635000                  | −728.50               | 152.6                 | 0.2720                 | Grupul Nordic                     | 2000              | Gladman et al.     |
| 31     | G        | ♣S/2004 S 37      | —                 | | 15.9       | ≈ 4                          | ≈ 0.034        | 15945000                  | −755.69               | 159.3                 | 0.4460                 | Grupul Nordic                     | 2004              | Sheppard et al.    |
| 32     | XXVI     | ♦Albiorix         | /al.bi'o.riks/    | | 11.1       | 28.6                         | ≈ 12.2         | 16393000                  | +785.49               | 34.1                  | 0.4800                 | Grupul Galic                      | 2000              | Holman             |
| 33     | K        | ♣S/2007 S 2       | —                 | | 15.7       | ≈ 6                          | ≈ 0.11         | 16718000                  | −809.77               | 174.1                 | 0.1790                 | Grupul Nordic                     | 2007              | Sheppard et al.    |
| 34     | LX       | ‡S/2004 S 29      | —                 | | 15.8       | ≈ 4                          | ≈ 0.034        | 17070000                  | +840.47               | 39.0                  | 0.4880                 | Grupul Inuit                      | 2004              | Sheppard et al.    |
| 35     | XXXVII   | ♦Bebhionn         | /'be.vin/         | | 15.0       | ≈ 6                          | ≈ 0.11         | 17116000                  | +837.35               | 35.1                  | 0.4680                 | Grupul Galic                      | 2004              | Sheppard et al.    |
| 36     | F        | ‡S/2004 S 31      | —                 | | 15.6       | ≈ 4                          | ≈ 0.034        | 17499000                  | +863.02               | 48.3                  | 0.2020                 | Grupul Inuit                      | 2004              | Sheppard et al.    |
| 37     | XXVIII   | ♦Erriapus         | /e.ri'a.pus/      | | 13.7       | ≈ 10                         | ≈ 0.52         | 17602000                  | +874.17               | 34.5                  | 0.4720                 | Grupul Galic                      | 2000              | Gladman et al.     |
| 38     | XLVII    | ♣Skoll            | /'skol/           | | 15.4       | ≈ 5                          | ≈ 0.065        | 17667000                  | −879.83               | 161.0                 | 0.4640                 | Grupul Nordic                     | 2006              | Sheppard et al.    |
| 39     | LII      | ‡Tarqeq           | /tar'kek/         | | 14.8       | ≈ 7                          | ≈ 0.18         | 17962000                  | +883.93               | 46.3                  | 0.1680                 | Grupul Inuit                      | 2007              | Sheppard et al.    |
| 40     | XXIX     | ‡Siarnaq          | /si.ar'nak/       | | 10.6       | 39.3                         | ≈ 31.8         | 18182000                  | +895.47               | 45.8                  | 0.2800                 | Grupul Inuit                      | 2000              | Gladman et al.     |
| 41     | XXI      | ♦Tarvos           | /'tar.vos/        | | 12.8       | ≈ 15                         | ≈ 1.8          | 18243000                  | +929.85               | 33.7                  | 0.5380                 | Grupul Galic                      | 2000              | Gladman et al.     |
| 42     |          | ♣S/2004 S 13      | —                 | | 15.6       | ≈ 6                          | ≈ 0.11         | 18406000(18511200±782400) | −935.68(−940.39)      | 168.8 (167.438±0.070) | 0.2590 (0.2774±0.0305) | Grupul Nordic                     | 2004              | Sheppard et al.    |
| 43     | XLIV     | ♣Hyrrokkin        | /hi'ro.kin/       | | 14.3       | ≈ 8                          | ≈ 0.27         | 18440000                  | −932.35               | 151.5                 | 0.3360                 | Grupul Nordic                     | 2004              | Sheppard et al.    |
| 44     | LI       | ♣Greip            | /'grei̯p/          | | 15.4       | ≈ 5                          | ≈ 0.065        | 18457000                  | −939.49               | 174.8                 | 0.3150                 | Grupul Nordic                     | 2006              | Sheppard et al.    |
| 45     | XXV      | ♣Mundilfari       | /mun.dil'fa.ri/   | | 14.5       | ≈ 7                          | ≈ 0.18         | 18653000                  | −954.81               | 167.4                 | 0.2100                 | Grupul Nordic                     | 2000              | Gladman et al.     |
| 46     | I        | ♣S/2006 S 1       | —                 | | 15.6       | ≈ 5                          | ≈ 0.065        | 18780000                  | −962.90               | 156.2                 | 0.1410                 | Grupul Nordic                     | 2006              | Sheppard et al.    |
| 47     |          | ♣S/2007 S 3       | —                 | | 15.7       | ≈ 5                          | ≈ 0.065        | 18938000(20432100±290200) | −980.22(−1092.10)     | 177.6 (177.209±0.110) | 0.1850 (0.1287±0.0150) | Grupul Nordic                     | 2007              | Sheppard et al.    |
| 48     | LIV      | ♣Gridr            | /'gri.dr/         | | 15.8       | ≈ 4                          | ≈ 0.034        | 19259000                  | −1007.04              | 163.7                 | 0.1820                 | Grupul Nordic                     | 2004              | Sheppard et al.    |
| 49     | XXXVIII  | ♣Bergelmir        | /ber.gel'mir/     | | 15.2       | ≈ 5                          | ≈ 0.065        | 19336000                  | −1006.94              | 158.6                 | 0.1420                 | Grupul Nordic                     | 2004              | Sheppard et al.    |
| 50     | XXXI     | ♣Narvi            | /'nar.vi/         | | 14.4       | ≈ 7                          | ≈ 0.18         | 19349000                  | −1004.08              | 145.7                 | 0.4300                 | Grupul Nordic                     | 2003              | Sheppard et al.    |
| 51     | L        | ♣Jarnsaxa         | /jarn'sa.ksa/     | | 15.6       | ≈ 6                          | ≈ 0.11         | 19354000                  | −1008.83              | 163.6                 | 0.2180                 | Grupul Nordic                     | 2006              | Sheppard et al.    |
| 52     |          | ♣S/2004 S 17      | —                 | | 16.0       | ≈ 4                          | ≈ 0.034        | 19448000(19079700±679200) | −1016.88(−984.05)     | 168.2 (166.870±0.350) | 0.1800 (0.2268±0.0438) | Grupul Nordic                     | 2004              | Sheppard et al.    |
| 53     | XXIII    | ♣Suttungr         | /su'tungr/        | | 14.5       | ≈ 7                          | ≈ 0.18         | 19468000                  | −1019.31              | 175.8                 | 0.1140                 | Grupul Nordic                     | 2000              | Gladman et al.     |
| 54     | LIX      | ♣Eggther          | /'eg.ter/         | | 15.3       | ≈ 6                          | ≈ 0.11         | 19850000                  | −1054.46              | 166.3                 | 0.1570                 | Grupul Nordic                     | 2004              | Sheppard et al.    |
| 55     | XLIII    | ♣Hati             | /'ha.ti/          | | 15.3       | ≈ 5                          | ≈ 0.065        | 19868000                  | −1042.75              | 165.8                 | 0.3710                 | Grupul Nordic                     | 2004              | Sheppard et al.    |
| 56     | B        | ♣S/2004 S 12      | —                 | | 15.7       | ≈ 5                          | ≈ 0.065        | 19886000                  | −1048.56              | 165.3                 | 0.3270                 | Grupul Nordic                     | 2004              | Sheppard et al.    |
| 57     | XXXIX    | ♣Bestla           | /'best.la/        | | 14.6       | ≈ 7                          | ≈ 0.18         | 20145000                  | −1088.58              | 145.2                 | 0.5200                 | Grupul Nordic                     | 2004              | Sheppard et al.    |
| 58     | XL       | ♣Farbauti         | /far.ba'u.ti/     | | 15.7       | ≈ 5                          | ≈ 0.065        | 20390000                  | −1087.79              | 156.5                 | 0.2410                 | Grupul Nordic                     | 2004              | Sheppard et al.    |
| 59     | XXX      | ♣Thrymr           | /'trimr/          | | 14.3       | ≈ 8                          | ≈ 0.27         | 20418000                  | −1095.73              | 177.7                 | 0.4660                 | Grupul Nordic                     | 2000              | Gladman et al.     |
| 60     | LV       | ♣Angrboda         | /an.gr'bo.da/     | | 16.1       | ≈ 3                          | ≈ 0.014        | 20598000                  | −1117.26              | 177.4                 | 0.2160                 | Grupul Nordic                     | 2004              | Sheppard et al.    |
| 61     | LXI      | ♣Beli             | /'be.li/          | | 16.1       | ≈ 3                          | ≈ 0.014        | 20711000                  | −1124.15              | 157.7                 | 0.0870                 | Grupul Nordic                     | 2004              | Sheppard et al.    |
| 62     | XXXVI    | ♣Aegir            | /a.e'gir/         | | 15.5       | ≈ 6                          | ≈ 0.11         | 20751000                  | −1120.56              | 166.7                 | 0.2520                 | Grupul Nordic                     | 2004              | Sheppard et al.    |
| 63     | LVII     | ♣Gerd             | /'jerd/           | | 15.9       | ≈ 4                          | ≈ 0.034        | 20951000                  | −1147.07              | 174.3                 | 0.5190                 | Grupul Nordic                     | 2004              | Sheppard et al.    |
| 64     |          | ♣S/2004 S 7       | —                 | | 15.2       | ≈ 6                          | ≈ 0.11         | 21000(20680600±371000)    | −1144.05(−1110.36)    | 165.7 (165.614±0.140) | 0.5290 (0.5552±0.0195) | Grupul Nordic                     | 2004              | Sheppard et al.    |
| 65     | LXII     | ♣Gunnlod          | /'gun.lod/        | | 15.6       | ≈ 4                          | ≈ 0.034        | 21152000                  | −1160.15              | 158.9                 | 0.2540                 | Grupul Nordic                     | 2004              | Sheppard et al.    |
| 66     | LVI      | ♣Skrymir          | /'skri.mir/       | | 15.6       | ≈ 4                          | ≈ 0.034        | 21457000                  | −1190.01              | 176.6                 | 0.4370                 | Grupul Nordic                     | 2004              | Sheppard et al.    |
| 67     | E        | ♣S/2004 S 28      | —                 | | 15.8       | ≈ 4                          | ≈ 0.034        | 21843000                  | −1221.83              | 169.4                 | 0.1610                 | Grupul Nordic                     | 2004              | Sheppard et al.    |
| 68     | LXV      | ♣Alvaldi          | /al'val.di/       | | 15.5       | ≈ 6                          | ≈ 0.11         | 21965000                  | −1233.02              | 176.8                 | 0.2370                 | Grupul Nordic                     | 2004              | Sheppard et al.    |
| 69     | XLV      | ♣Kari             | /'ka.ri/          | | 14.8       | ≈ 6                          | ≈ 0.11         | 22093000                  | −1233.96              | 156.1                 | 0.4760                 | Grupul Nordic                     | 2006              | Sheppard et al.    |
| 70     | LXVI     | ♣Geirrod          | /'jej.rod/        | | 15.9       | ≈ 4                          | ≈ 0.034        | 22266000                  | −1255.13              | 155.3                 | 0.5410                 | Grupul Nordic                     | 2004              | Sheppard et al.    |
| 71     | J        | ♣S/2006 S 3       | —                 | | 15.6       | ≈ 6                          | ≈ 0.11         | 22428000                  | −1257.72              | 158.6                 | 0.3790                 | Grupul Nordic                     | 2006              | Sheppard et al.    |
| 72     | XLI      | ♣Fenrir           | /'fen.rir/        | | 15.9       | ≈ 4                          | ≈ 0.034        | 22454000.                 | −1263.01              | 165.0                 | 0.1350                 | Grupul Nordic                     | 2004              | Sheppard et al.    |
| 73     | XLVIII   | ♣Surtur           | /'sur.tur/        | | 15.8       | ≈ 6                          | ≈ 0.11         | 22941000                  | −1302.09              | 169.7                 | 0.4460                 | Grupul Nordic                     | 2006              | Sheppard et al.    |
| 74     | XLVI     | ♣Loge             | /'lo.ge/          | | 15.3       | ≈ 5                          | ≈ 0.065        | 23059000                  | −1314.76              | 167.7                 | 0.1860                 | Grupul Nordic                     | 2006              | Sheppard et al.    |
| 75     | XIX      | ♣Ymir             | /'i.mir/          | | 12.3       | ≈ 19                         | ≈ 3.6          | 23128000                  | −1319.85              | 173.5                 | 0.3340                 | Grupul Nordic                     | 2000              | Gladman et al.     |
| 76     | C        | ♣S/2004 S 21      | —                 | | 16.3       | ≈ 3                          | ≈ 0.014        | 23131000                  | −1327.10              | 155.0                 | 0.4090                 | Grupul Nordic                     | 2004              | Sheppard et al.    |
| 77     | H        | ♣S/2004 S 39      | —                 | | 16.3       | ≈ 3                          | ≈ 0.014        | 23201000                  | −1339.29              | 167.1                 | 0.1020                 | Grupul Nordic                     | 2004              | Sheppard et al.    |
| 78     | D        | ♦S/2004 S 24      | —                 | | 16.0       | ≈ 3                          | ≈ 0.014        | 23346000                  | +1343.85              | 36.5                  | 0.0720                 | Grupul Galic?                     | 2004              | Sheppard et al.    |
| 79     | G        | ♣S/2004 S 36      | —                 | | 16.1       | ≈ 3                          | ≈ 0.014        | 23439000                  | −1359.36              | 152.5                 | 0.6170                 | Grupul Nordic                     | 2004              | Sheppard et al.    |
| 80     | LXIII    | ♣Thiazzi          | /ti'a.t͡si/        | | 15.9       | ≈ 4                          | ≈ 0.034        | 23581000                  | −1371.69              | 159.1                 | 0.5140                 | Grupul Nordic                     | 2004              | Sheppard et al.    |
| 81     | LXIV     | ♣S/2004 S 34      | —                 | | 16.1       | ≈ 3                          | ≈ 0.014        | 24150000                  | −1425.04              | 167.5                 | 0.2820                 | Grupul Nordic                     | 2004              | Sheppard et al.    |
| 82     | XLII     | ♣Fornjot          | /'forn.jot/       | | 14.9       | ≈ 6                          | ≈ 0.11         | 25146000                  | −1498.57              | 170.4                 | 0.2080                 | Grupul Nordic                     | 2004              | Sheppard et al.    |
| 83     | LVIII    | ♣S/2004 S 26      | —                 | | 15.8       | ≈ 4                          | ≈ 0.034        | 26107000                  | −1605.93              | 172.1                 | 0.1470                 | Grupul Nordic                     | 2004              | Sheppard et al.    |

### Neconfirmați
Următoarele obiecte (observate de Cassini ) nu au fost confirmate ca corpuri solide. Nu este încă clar dacă aceștia sunt sateliți reali sau doar aglomerări persistente în inelul F.
| Nume                     | Imagine | Diametru (km) | Semiaxa mare (km) | Perioada orbidală (z) | Poziție                             | Anul descoperirii | Status |
| ------------------------ | --- | ------------- | ----------------- | --------------------- | ----------------------------------- | ----------------- | --- |
| S/2004 S 3 și S/2004 S 4 | A bright narrow band runs from the top to bottom. To the right of it in the diffuse halo the is a bright small object.                      | ≈ 3–5         | ≈ 140300          | ≈ +0,619              | obiecte incerte în jurul inelului F | 2004              | Au fost nedetectați în imagistica amănunțită a regiunii în noiembrie 2004, făcându-le existența improbabilă  |
| S/2004 S 6               | Un segment de inel luminos supraexpus de Saturn în colţul din stânga sus. Aproape de marginea din dreapta a inelului este un punct luminos. | ≈ 3–5         | ≈ 140130          | +0,61801              | obiecte incerte în jurul inelului F | 2004              | Detectat în mod consistent în 2005, poate fi înconjurat de praf fin și poate avea un nucleu fizic foarte mic |

### Ipotetici
S-a afirmat că doi sateliți au fost descoperiți de diferiți astronomi, dar nu au mai fost văzuți niciodată. Se spune că ambii sateliți orbitează între Titan și Hyperion.
- Chiron, care se presupune că a fost văzut de Hermann Goldschmidt în 1861, dar niciodată observat de nimeni altcineva.[39]
- Themis ar fi fost descoperită în 1905 de astronomul William Pickering, dar nu a mai fost văzută niciodată. Cu toate acestea, a fost inclusă în numeroase almanahuri și cărți de astronomie până în anii 1960.[39]

- Peggy - pe 14 aprilie 2014, NASA [40] a anunțat că imaginile transmise de Cassini ar putea releva formarea unui nou satelit natural al planetei Saturn. Obiectul ar putea să măsoare cca. 1 km în diametru[41] și se află la marginea inelului A.
- În 2022, oamenii de știință de la Massachusetts Institute of Technology au propus ipoteticul fost satelit Chrysalis, folosind date din misiunea Cassini-Huygens. Chrysalis ar fi orbitat între Titan și Iapetus, dar orbita sa ar fi devenit treptat mai excentrică până când a fost sfâșiat de Saturn. 99% din masa sa ar fi fost absorbită de Saturn, în timp ce restul de 1% ar fi format inelele lui Saturn.[42][43]

### Temporari
La fel ca Jupiter, asteroizi și comete se vor apropia rar de Saturn, chiar mai rar fiind capturați pe orbita planetei. S-a calculat că cometa P/2020 F1 (Leonard) s-a apropiat la 978000±65000 km de Saturn pe 8 mai 1936, mai aproape de orbita lui Titan de planetă, cu o excentricitatea orbitală de numai 1.098±0.007. Este posibil ca cometa să fi orbitat în jurul lui Saturn înainte de aceasta ca un satelit temporar, dar dificultatea de modelare a forțelor non-gravitaționale face să fie incert dacă a fost sau nu un satelit temporar. 
Alte comete și asteroizi s-ar putea să-l fi orbitat temporar pe Saturn la un moment dat, dar în prezent nu se știe că ar fi avut niciuna.

## Formare
Se crede că sistemul saturnian al lui Titan,sateliții de dimensiuni medii și inelele s-au dezvoltat dintr-o configurație mai apropiată de sateliții galileeni ai lui Jupiter, deși detaliile sunt neclare. S-a propus fie că un al doilea satelit de dimensiunea lui Titan s-a destrămat, producând inelele și sateliții interiori de mărime medie,  sau că doi sateliți mari au fuzionat pentru al forma pe Titan, cu coliziunea împrăștiind resturi de gheață care au format sateliții de mărime medie. Pe 23 iunie 2014, NASA a susținut că are dovezi puternice că azotul din atmosfera lui Titan provenea din materialele din norul lui Oort, asociate cu cometele, și nu din materialele care l-au format pe Saturn în vremuri mai vechi. Studiile bazate pe activitatea geologică bazată pe maree a lui Enceladus și lipsa dovezilor privind rezonanțe extinse din trecut pe orbitele lui Tethys, Dione și Rhea sugerează că sateliții până la și inclusiv Rhea ar putea avea o vechime de numai 100 de milioane de ani. 